# Herinneringskruis voor de Jaren 1870/71
Het Herinneringskruis voor de Jaren 1870/71 (Duits: Erinnerungskreuz für die Jahre 1870/71) was een onderscheiding van het koninkrijk Saksen. De onderscheiding werd op 6 juli 1871 ingesteld door koning Johan van Saksen. Het kruis wordt tot de militaire onderscheidingen gerekend. In 1912 werd een civiel Erekruis ingesteld dat sterk op deze voorganger lijkt.Het kruis werd voor verdiensten op het gebied van vrijwillige ziekenzorg tijdens de Frans-Duitse Oorlog en andere "hoogstaande en opofferende daden" tijdens die oorlog uitgereikt. Aan Duitse zijde vielen tijdens deze oorlog 139 000 doden en
143 000 gewonden. Door de slechte verzorging werden 320 000 Duitse militairen ziek. Men verleende het kruis aan mannen, vrouwen en "maagden" (ongehuwde vrouwen).
In 1912 werd een roodomrand Erekruis voor Vrijwillige Ziekenzorg ingesteld. Dat kruis leek sterk op het eerdere Herinneringskruis voor de Jaren 1870/71. In 1915 werd het omgedoopt tot Erekruis voor Vrijwillige Ziekenzorg. In de Eerste Wereldoorlog zouden ook twee Saksische oorlogsonderscheidingen, het Erekruis voor Vrijwillige Welzijnszorg in Oorlogstijd (1915 - 1918) en het Herinneringskruis voor Vrijwillige Welzijnszorg in Oorlogstijd (1916 - 1918) deze vorm krijgen. Details zoals de kleur van het emaille en het lint verschilden.

## Uiterlijk
Het Herinneringskruis voor de Jaren 1870/71 was een verguld bronzen kruis pattée dat op een krans van eikenblad en lauweren was gelegd.  Op de voorzijde was een blauwomrand gouden medaillon gelegd met het gekroonde verstrengelde monogram "J" van de stichter. Op de blauw geëmailleerde ring zijn zes gouden sterretjes aangebracht. Op de keerzijde staan de jaartallen "1870/71"
Het kruis heeft een diameter van 27 millimeter en weegt 11,3 gram.
Het werd aan een wit lint met drie brede groene strepen op de linkerborst of door dames aan een strik van dezelfde stof op de linkerschouder gedragen.